# James Dunaway
James Dunaway (24 de septiembre de 1982) es un deportista canadiense que compitió en remo. Ganó dos medallas en el Campeonato Mundial de Remo, en los años 2008 y 2009.

## Palmarés internacional
| Campeonato Mundial | Campeonato Mundial   | Campeonato Mundial | Campeonato Mundial |
| Año                | Lugar                | Medalla            | Prueba             |
| ------------------ | -------------------- | ------------------ | ------------------ |
| 2008               | Ottensheim (Austria) | Medalla de oro     | Dos con timonel    |
| 2009               | Poznań (Polonia)     | Medalla de plata   | Ocho con timonel   |